# Oxyamerus hauserorum
Oxyamerus hauserorum är en kvalsterart som beskrevs av Sandór Mahunka 1987. Oxyamerus hauserorum ingår i släktet Oxyamerus och familjen Oxyameridae. Inga underarter finns listade i Catalogue of Life.